# Ayúdame Hit Pack (EP)
Ayúdame Hit Pack es el primer extended play (EP) oficial de la cantante de pop latino Paulina Rubio. Fue lanzado el 15 de noviembre de 2007 solamente en formato digital.

## Lista de canciones
| N.º | Título                                | Escritor(es)                                                                   | Duración |  |
| 1.  | «Ayúdame» (de "Ananda")               | Paulina Rubio & Coti Sorokin                                                   | 3:56     |  |
| 2.  | «Ni Una Sola Palabra» (de "Ananda")   | Xabier San Martín                                                              | 3:44     |  |
| 4.  | «Dame Otro Tequila» (de "Pau-Latina") | Emilio Estefan, Ricardo Gaitán, Alberto Gaitán, Tony Mardini & Tom Mc-Williams | 2:43     |  |